# Nyembaragasa
Nyembaragasa är ett vattendrag i Burundi.   Det ligger i provinsen Bubanza, i den nordvästra delen av landet, 40 km norr om huvudstaden Bujumbura.
I omgivningarna runt Nyembaragasa växer i huvudsak städsegrön lövskog. Runt Nyembaragasa är det tätbefolkat, med 286 invånare per kvadratkilometer.